# BitLord
BitLordは、Microsoft Windows、macOS、Android向けに提供されているプロプライエタリなBitTorrentクライアントであり、アドウェアである。

## 歴史
BitLordは2004年12月に初めてリリースされ、BitCometをベースにそのライセンスの下でBitLord 0.56として登場した。バージョン1.2から2.3.2まではDelugeを基にしていたが、それ以降は独自の機能がいくつか追加されている。
BitLordは（バージョン2.4時点で）PythonとQtフレームワークを用いて構築されており、libtorrentというC++のライブラリを使用している。

## セキュリティ
BitLordのダウンロード時には、OperaやAvast Antivirusなどの他のプログラムが推奨される場合がある。これらはBitLordのようなソフトウェアにバンドルされることが多く、ユーザーによっては望ましくないと見なされる可能性がある。